# Emar Acosta
Emar Acosta (La Rioja, 22 de agosto de 1900 - Buenos Aires, 24 de abril de 1965) fue una abogada y política argentina, que ejerció como jueza y legisladora provincial. En las elecciones del 22 de julio de 1934 fue la primera mujer elegida para un cargo electivo en la Argentina.
Fue la segunda legisladora elegida en América Latina y, dependiendo de la interpretación del alcance de los cargos, se podría interpretar que fue la primera. Esto se debe a que, en Brasil, Carlota Pereira de Queirós fue electa como diputada constituyente en mayo de 1933. Una vez sancionada la constitución de Brasil el 16 de julio de 1934 y tras la elección del presidente Getúlio Vargas el día 20, aunque había sido elegida como constituyente se prolongó su mandato como diputada regular, cargo para el que no había sido elegida, aunque luego éste fue renovado por un nuevo período en las elecciones de octubre de 1934.

## Biografía
Nacida en La Rioja, se radicó en la provincia de San Juan al recibirse de abogada en la Universidad de Buenos Aires en 1926. Al año siguiente fue nombrada defensora de pobres y ausentes por iniciativa del gobernador Aldo Cantoni, con lo que pasó a ser la primera magistrada de la provincia. Fundó la Asociación de Cultura Cívica de la Mujer, y por disidencias con el cantonismo renunció a su cargo, incorporándose al conservadurismo local y continuando su lucha por los derechos civiles de la mujer.
También fue docente en el Liceo de Señoritas y en el Colegio Nacional de San Juan, y presidió el Colegio de Abogados de San Juan.
La primera provincia argentina en habilitar el voto femenino fue la provincia de San Juan, en las elecciones del año 1928, por iniciativa del gobernador Federico Cantoni. No obstante, por el momento no hubo mujeres elegidas para ningún cargo.
En las elecciones de julio de 1934, en virtud de una reforma electoral que permitía el voto y la posibilidad de ser elegida para cargos políticos a las mujeres, fue electa diputada provincial por el primer distrito de la ciudad de San Juan. Acompañó en la elección al candidato a gobernador Juan Maurin por el Partido Demócrata Nacional. De esta manera, fue la primera legisladora en toda la historia de su país y de América Latina. Su gestión estuvo marcada por continuos conflictos, y fue arrestada varias veces, en clara violación de sus fueros parlamentarios. Por su iniciativa se creó el Patronato de Presos y Liberados y el Patronato de Menores de la provincia. También llevó adelante iniciativas tales como la nacionalización de la Escuela Hogar Agrícola, la creación de comedores populares, la defensa de los salarios, la construcción de viviendas para obreros, la reforma de los códigos provinciales y la formación de un consultorio médico ambulante.
Tras cumplirse su mandato en 1938, fue nuevamente elegida diputada provincial en 1941, apoyando en su gestión al gobernador Pedro Valenzuela. Dirigió la transformación del Banco de la Provincia de San Juan –hasta entonces estatal– en una entidad mixta. Este segundo mandato fue interrumpido por el golpe de Estado de junio de 1943.
Además de formar parte de la Asociación de la Cultura Cívica de la Mujer (fracción femenina del Partido Demócrata Nacional), fue miembro activo de la Asociación de Mujeres Universitarias.    
Fue candidata sin éxito por el Partido Conservador Popular (Argentina) a senadora nacional en 1951 y a convencional constituyente nacional en 1957.  
En 1965 falleció en Buenos Aires y su cuerpo fue sepultado en San Juan con los honores de un funeral del Estado provincial.

## Homenajes
Lleva su nombre el salón auditorio del 5º Piso del Edificio Alfredo Palacios de la Camára de Senadores de la Nación. También, un cantero central de una avenida de la Ciudad de Buenos Aires se llama "Diputada Emar Acosta" por Ley Nº 1124 del año 2003. En otros lugares de Argentina hay calles con su nombre como en un barrio de la Ciudad de San Juan y Guaymallén (Mendoza). En la Ciudad de La Plata, nombraron "Emar Acosta" a la escuela de Enseñanza Especial Nro. 538 en el 2015.
En el 2018, la senadora nacional Graciela Caselles presentó un proyecto de ley para designar con el nombre "Emar Acosta" a la Ruta Nacional N. 141.
La Cámara de Diputados de San Juan sancionó una ley que declaró “Solar Histórico” al lugar donde están depositados sus restos en el Cementerio Municipal de la Ciudad de San Juan y comenzó a formar parte del Patrimonio Histórico de la Provincia de San Juan. En esta misma línea, la sala auditorio del edificio anexo de la Cámara de Diputados de San Juan, ubicada en calle Laprida 874 oeste, fue nombrado "Emar Acosta". 
En la Ciudad de San Juan fue señalizado el lugar donde vivió Emar Acosta y sus hermanas antes del terremoto de 1944. En la vereda este de avenida Rioja, entre calles Rivadavia y José Ignacio de la Roza, delante del edificio del Banco de la Nación Argentina. La placa recordatoria reza: 

En este solar de la antigua ciudad (calle Rioja 484) vivieron, desde 1926 hasta 1944 la abogada, Dra. Emar Acosta, primera Defensora de Menores y primera mujer diputada de San Juan y Latinoamérica, junto a sus hermanas Dra. Leticia Acosta de Sormani, primera médica en la provincia y la Dra. Genoveva Acosta, primera odontóloga en San Juan. Mujeres pioneras que dedicaron sus vidas a la defensa de los humildes, el servicio público y la lucha por los derechos de la mujer.

En el 2022 la casa donde vivió Emar y Leticia Acosta fue declara de interés Patrimonial Histórico, Arquitectónico, Cultural y Turístico por el Concejo Deliberante de la Municipalidad de la Ciudad de San Juan. La vivienda ubicada en calle 9 de Julio fue construida durante la reconstrucción de San Juan y allí vivieron las hermanas Acosta hasta su fallecimiento.

## Obras culturales
En el 2022 se filmó la película Emar Acosta. Doctora, tiene la palabra dirigida por Cristian Rubia Civico y Belen "Peli" Ruiz-Olalde, con financiamiento del Ministerio de Cultura de la Nación. Su estreno fue el 13 de octubre del 2023 por Canal Encuentro.